# Patalene spadicearia
Patalene spadicearia är en fjärilsart som beskrevs av Heinrich Benno Möschler 1886. Patalene spadicearia ingår i släktet Patalene och familjen mätare. Inga underarter finns listade i Catalogue of Life.